# Municipio de Eden (condado de Sumner)
El municipio de Eden (en inglés: Eden Township) es un municipio ubicado en el condado de Sumner en el estado estadounidense de Kansas. En el año 2010 tenía una población de 414 habitantes y una densidad poblacional de 4,34 personas por km².

## Geografía
El municipio de Eden se encuentra ubicado en las coordenadas 37°25′49″N 97°45′7″O / 37.43028, -97.75194. Según la Oficina del Censo de los Estados Unidos, el municipio tiene una superficie total de 95.35 km², de la cual 95,35 km² corresponden a tierra firme y (0 %) 0 km² es agua.

## Demografía
Según el censo de 2010, había 414 personas residiendo en el municipio de Eden. La densidad de población era de 4,34 hab./km². De los 414 habitantes, el municipio de Eden estaba compuesto por el 96,86 % blancos, el 0,48 % eran amerindios, el 0,24 % eran asiáticos, el 0,72 % eran de otras razas y el 1,69 % eran de una mezcla de razas. Del total de la población el 0,48 % eran hispanos o latinos de cualquier raza.